# 竜馬暗殺
『竜馬暗殺』（りょうまあんさつ）は、坂本龍馬が暗殺されるまでの3日間を描いた時代劇映画。ATG、映画同人社提携作品。主演は原田芳雄、監督は黒木和雄。映像は16ミリモノクロ。幕末をニュース映画のように撮るという狙いからあえて16ミリで撮影してエンラージュ（拡大）し画調をザラつかせるという手法が採られた。

## 概要・背景
本編の製作は新宿ゴールデン街のバー「まえだ」の飲み仲間だった夏文彦（本名・富田幹雄）が黒木和雄に「あんたの映画をプロデュースしたい」と持ちかけたことに端を発する。黒木は1970年の『日本の悪霊』以来映画を撮っておらず、またの時代劇も監督したことはなかった。
主題が坂本龍馬（本作では坂本竜馬）となったのはちょうどNHKの大河ドラマ『勝海舟』で幕末ブームが起きており、ATGがそれに乗ったためとされる。1974年1月6日に『勝海舟』の放送が開始され、同年2月10日、清水邦夫が書いた『竜馬暗殺』のシノプシスがATGの企画会議を通った。企画がATGを通った時点で黒田征太郎の応援を仰ぐこととなり、夏文彦と黒田征太郎の企画製作で製作されることになった。
同年3月17日、黒木と夏は池袋の文芸坐でベルナルド・ベルトルッチの『暗殺の森』を鑑賞。夏は製作と並行して『映画評論』に連載していた「製作日誌」で、「ベルトリッチの才能にひたすら感嘆」「感嘆のしっ放しで『うな鐵』で飲みはじめても興奮おさまらず」と書き残している。3月22日から24日にかけて、清水邦夫、田辺泰志、黒木、夏の4人は市川市行徳のマンションにかんづめになり、60枚ほどのシナリオを書き上げた。4月24日、東宝本社で製作発表記者会見。
同年5月15日、クランクイン。祖師ヶ谷大蔵の土蔵ロケから始まる。6月初め、スタッフ・キャストは京都へ移動。6月22日、祖師ヶ谷大蔵のロケセットでクランクアップ。
同年8月3日、一般公開。同年10月、シカゴ国際映画祭に出品された。
黒木和雄の真意は現代劇をやるということにあったとされる。事実、作中では刀をゲバ棒のように振りかざした乱闘シーンにつづいて「侍たちの内ゲバ日常茶飯事ナリ」と表示されるなど、当時の学生運動に重ね合わせた描写もある。こうした描写も含め、全編に漲る破天荒なエネルギーが本作の特徴と言え、企画段階では「幕末の殺気、殺意」を作品に込めることも話し合われた。また脚本の田辺泰志はこの映画製作に「竜馬と同時代の、パリコンミューンを経験し、世界を変えようと発した詩人のA・ランボオを携えて、加わった」と回顧しており、本編に迸る熱い息吹を今に伝えている。なお、田辺は「幕府を倒したあと、薩長をたゝく」という竜馬の台詞を引いた上で「この映画は今こそ正当に評価されるべし」と述べている。
その後、製作費を調達したのも夏と黒田で、京都のロケ途中で軍資金（製作費）が底を突き、急遽、新幹線で上京して「まえだ」のママ・前田孝子をはじめゴールデン街のなみじの店3軒で計150万円を調達してなんとか撮影続行に漕ぎ着けたというエピソードも伝えられている。こうしたことから本編は、当時、「ゴールデン街が作った映画」とも呼ばれたという。なお、夏文彦は本編のために作った借金を5年かけて返済したことを主演の原田芳雄が明かしている。夏によれば製作費は1800万円。しかしこの金額には監督料、脚本料、プロデュース料は含まれてない。

## ストーリー
時は慶応3年（1867年）11月13日。坂本竜馬は雨の中、密偵、刺客から身を隠すために近江屋の土蔵に身を隠す。土蔵から外を見てみると、隣家の娘、幡を見て、急接近する。しかし竜馬は、幡の許に通っている男が、新撰組隊士・富田三郎であることは全く知らなかった。
14日。その中、久しぶりに弟の右太が幡の家に現れる。竜馬は、ええじゃないかに紛れ、刺客の目をごまかすために化粧をし、友人であり自分の命を狙う中岡慎太郎に会うために出かける。右太も竜馬の後を追う。しかし右太は、鐘や太鼓を鳴らす町民のお祭り騒ぎの中で、竜馬につかまる。そのまま2人は近江屋の妙のもとへ行く。慎太郎は竜馬を殺すつもりはない。その慎太郎は近江屋の奥で陸援隊に監禁されていた。ええじゃないかに紛れ、川岸まで逃げる3人。そこで慎太郎が小声で竜馬に、右太を薩摩藩邸で見たことがあると言う。右太の正体は、竜馬を狙う薩摩藩士・中村半次郎配下の一人だった。慎太郎は、こっそりと右太を襲おうとするが失敗、竜馬に止められる。一方、幡は痴話喧嘩から富田を殺害。
15日。竜馬と慎太郎は、妙のことでもめ、竜馬が調達したはずのライフル5千丁の代わりに写真機がとどく。その写真撮影も失敗し、竜馬はライフルの調達、海援隊の再組織のために長崎に行く、薩長を叩く、奇襲すると言う。逆に慎太郎は薩長につくと言う。最後の杯をくみかわす二人は、逃げ出す機会を待つ。右太は幡に一緒に逃げようという。しかし右太はためらう。その右太は何者かに殺され、竜馬と慎太郎も、外で町民がええじゃないかと騒いでいる頃、暗殺される。幡は竜馬と慎太郎を殺した人間を目撃し、竜馬たちの居場所を教え、ええじゃないかの騒ぎに紛れ込むのだった。

## 出演者

### 主なキャスト
坂本竜馬 - 原田芳雄
質屋のせがれ。常に刺客に狙われている。近視でのぞきが得意。
中岡慎太郎 - 石橋蓮司
竜馬の親友で庄屋のせがれ。革命を起こそうとしている竜馬を殺そうとするが、監禁されているところを竜馬にたすけられる。竜馬に2日遅れの男と言われている。
妙 - 桃井かおり
近江屋の娘。かつての竜馬の恋人で、現在は慎太郎の恋人。
右太 - 松田優作
幡の弟で、竜馬らとも親しくなるが、実は薩摩藩士、中村半次郎の配下の一人で、竜馬の暗殺を企んでいた。
幡 - 中川梨絵
竜馬と出会い、関係を持つが、その前に富田三郎と関係を持っていた。しかし痴話喧嘩から、富田を二階から突き落として殺し、竜馬、慎太郎、右太を殺した男を目撃しておきながら、ええじゃないかの騒ぎに紛れ、姿を消す。
当初、幡の役は、別の女優（山川レイカ）が演じることになっていたが、病気のために降板、代わって中川梨絵が演じた。

### その他キャスト
- 富田三郎 - 粟津號
- 藤吉 - 野呂圭介
- 大久保利通 - 田村亮 （特別出演）
- 中村半次郎 - 外波山文明
- 岩倉具視 - 山谷初男
- 近江屋新助 - 天坊準
- 叶屋市兵衛 - 田中春男（特別出演）
- 密偵・梅 - 平泉征
- 密偵・松 - 石井愃一
- 密偵・桜 - 伴勇太郎
- 陸援隊士・野田 - 秋元健
- 陸援隊士・西野 - 西村克己
- 陸援隊士・中西 - 赤石武生
- 土佐藩・岡本 - 椎谷建治
- 菊屋峰吉 - 篠原一郎
- 公家 - 山口勝
- 公家の妻 - 川村真樹（友情出演）
- 老婆 - 田中筆子
- その他 - 阿藤海、大島光幸、伊藤浩市、堂下かずき、谷正雄、つじあきら、藤沢義公、坪谷美鈴、和田沙菜恵、渡辺よし未、田根楽子、横山美穂、永井孝、亀岡利枝子、中小路翔、島咲子、福島勝美、西園勉、吉村隆太郎、鈴木慎介、山崎弘通、大柴済、青木真知子

## スタッフ
- 製作 - 宮川孝至
- 企画製作 - 葛井欣士郎、黒田征太郎、富田幹雄
- 脚本 - 清水邦夫、田辺泰志
- 撮影 - 田村正毅
- 撮影助手 - 川上皓市、小林達比古、篠田昇
- 美術 - 山下宏
- 録音 - 加藤一郎
- 照明 - 上村栄喜
- 編集 - 浅井弘
- 音楽 - 松村禎三
- 助監督 - 後藤幸一
- 監督助手 - 中田新一、李学仁
- 効果 - 中村幸雄
- 記録 - 安藤豊子
- 装飾 - 金杉正弥
- スチール - 佐々木美智子、浅井慎平
- 殺陣 - 久世竜
- 題字 - 野坂昭如
- 協力 - 映像京都、東放制作、久世七曜会ほか